# Clotri
Clotri, figlio di Gloitgwyn, figlio di re Ednyfed (... – V secolo), fu sovrano del regno gallese del Dyfed.

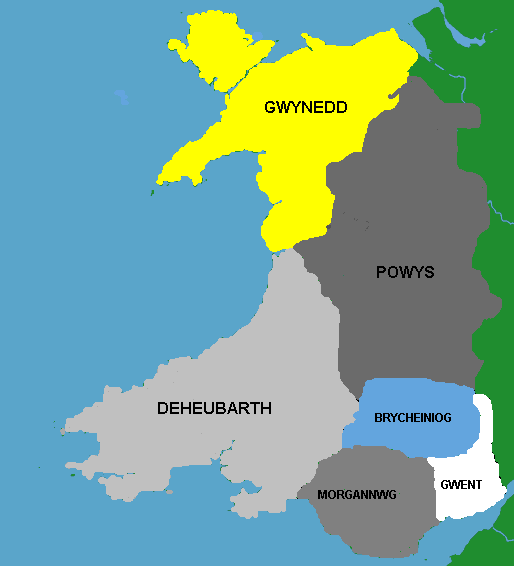
Regni medioevali del Galles

Sembra che suo figlio Maelgwn non gli sopravvisse e quindi il regno passò alla sorella e a suo marito, Triffyn Farfog ("Barba lunga").